# Polideportivo
Un polideportivo es un lugar que cuenta con varias instalaciones deportivas reconocido como instituto de deportes que permite realizar una gran variedad de deportes y ejercicios.

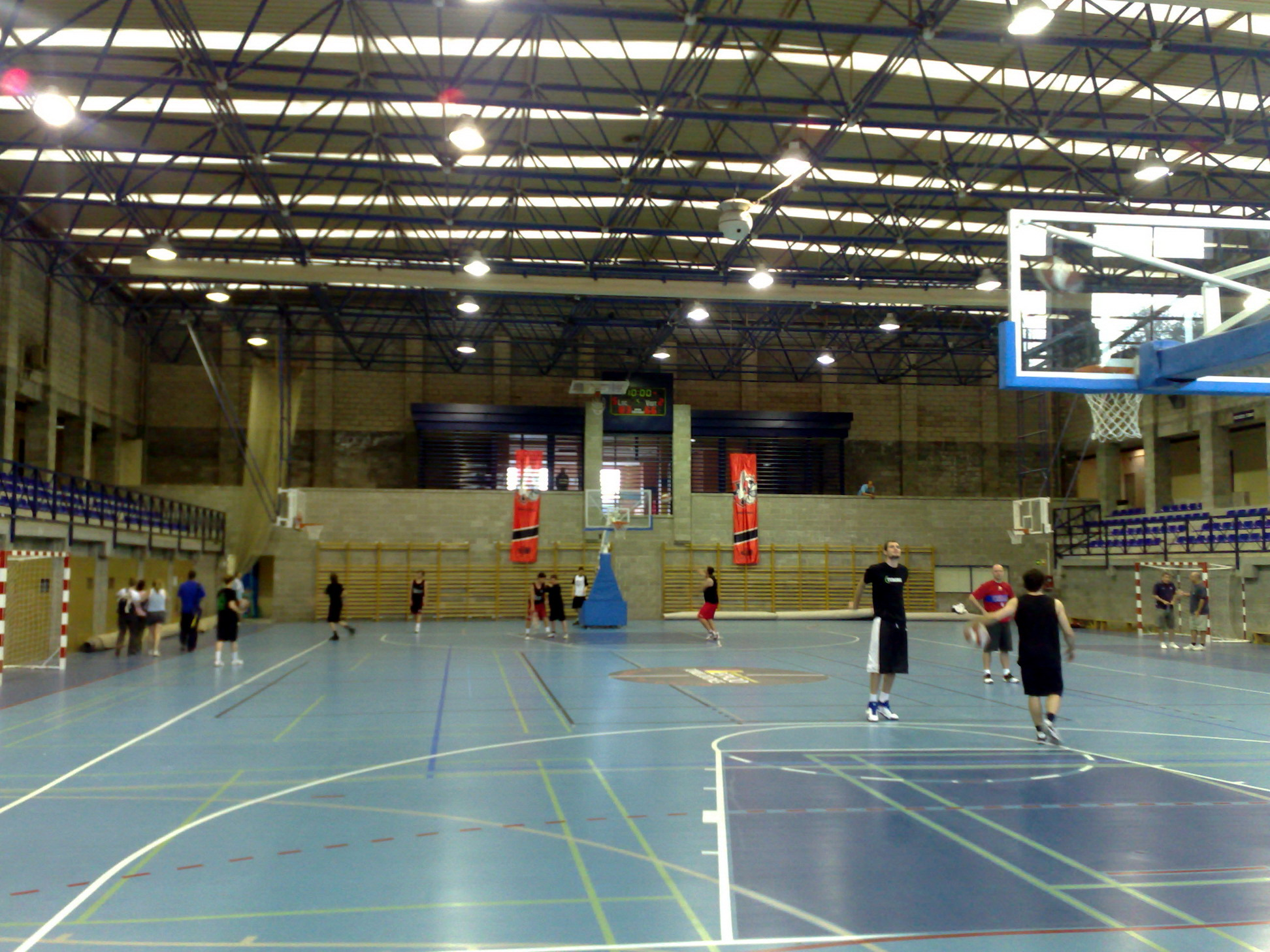
Polideportivo. Pabellón cubierto polivalente.

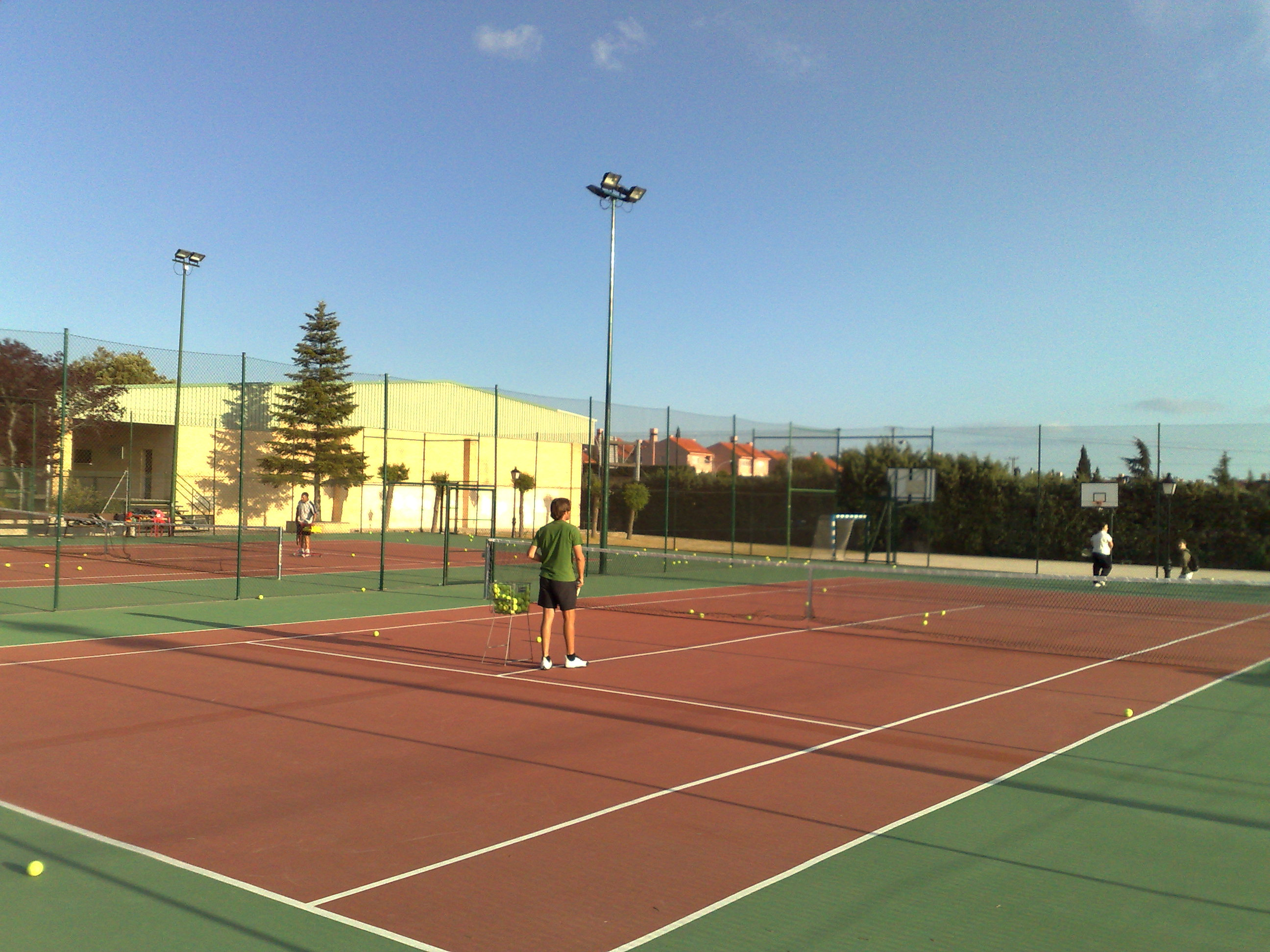
Polideportivo. Pistas exteriores en el municipio de Torrelodones.

Aunque no todos están dotados de las mismas instalaciones, es común que cuenten con:
- Pistas polideportivas exteriores y pabellones cubiertos para practicar: 
  - baloncesto.
  - voleibol.
  - fútbol sala.
  - fútbol.
  - balonmano.
  - gimnasia.
- Piscina cubierta.
- Piscina descubierta.
- Pistas de atletismo.
- Pistas de frontenis.
- Pistas de pádel.
- Pistas de squash.
- Pistas de tenis.
- Salas de musculación (gimnasio).
- Salas de tonificación muscular.
- Salas de artes marciales y de defensa personal.
- Saunas.

A lo largo del siglo XX, las instalaciones iniciales de los municipios, preparadas únicamente para la práctica de fútbol y muy pocos otros deportes, fueron evolucionando como concepto, hasta llegar a los polideportivos, con la idea de concentrar el mayor número de instalaciones deportivas en un único recinto.
La gestión de los polideportivos suele ser pública, regidos por las áreas de deporte o cultura de los Ayuntamientos.